# Ernesto Palacio
Ernesto Palacio (Lima, 19 ottobre 1946) è un tenore peruviano, particolarmente noto per l'interpretazione di ruoli rossiniani e mozartiani.

## Biografia
Prima di avvicinarsi alla musica ha trascorso quattro anni in un seminario dei Gesuiti. Ha condotto gli studi musicali a Milano, e dopo aver vinto il primo premio al concorso "Voci nuove rossiniane", organizzato dalla RAI nel 1972, ha debuttato in una trasmissione radiofonica de L'italiana in Algeri.

L'11 febbraio 1975 è Ferrando nella prima di Così fan tutte diretto da Peter Maag con Sesto Bruscantini e Paolo Montarsolo al Teatro Regio di Torino.
La carriera piuttosto rapida lo ha portato poi a cantare nel 1976 a La Scala di Milano come Gonzalve ne L'Heure espagnole diretto da Georges Prêtre con Renato Capecchi, al Teatro La Fenice di Venezia come Hipparco in Egisto di Francesco Cavalli diretto da Renato Fasano con Cecilia Fusco, Leo Nucci ed Arturo Testa ed in tutti i principali teatri italiani. 
Si è esibito inoltre alla Royal Opera House Covent Garden di Londra, al "Festival di musica lirica" di Aix-en-Provence, al Gran Teatre del Liceu di Barcellona alla Staatsoper di Monaco, all'Opernhaus di Zurigo, Marsiglia, Tolosa, Nizza, Lisbona, Madrid, ecc. 
Negli Stati Uniti ha cantato al Metropolitan Opera di New York, a Houston e a Dallas, in Sudamerica al Teatro Colón di Buenos Aires, al Municipal di Santiago del Cile e a Caracas.
Tenore di grazia, è in possesso di una voce ben proiettata, dotata di una considerevole estensione e agilità, particolarmente adatta al repertorio classico italiano di autori come Cimarosa, Rossini, Bellini e Donizetti, oltre che a Mozart.

Ha eseguito oltre quaranta incisioni discografiche, fra cui L'italiana in Algeri, con Marilyn Horne, e Maometto secondo con June Anderson e Samuel Ramey, entrambe sotto la direzione di Claudio Scimone. In tempi recenti è stato maestro e manager di vari artisti, fra cui il tenore connazionale Juan Diego Flórez, attività che ha concluso il 10 aprile 2015. È stato designato direttore artistico del Rossini Opera Festival di Pesaro con decorrenza dal 1º gennaio 2016, in seguito nel 2017 direttore dell'accademia rossiniana e sovrintendente del Festival.

## Repertorio rossiniano
| Ruolo            | Titolo                    |
| ---------------- | ------------------------- |
| Edordo Millfort  | La cambiale di matrimonio |
| Bertrando        | L'inganno felice          |
| Baldassarre      | Ciro in Babilonia         |
| Dorvil           | La scala di seta          |
| Argirio          | Tancredi                  |
| Lindoro          | L'italiana in Algeri      |
| Don Narciso      | Il turco in Italia        |
| Torvaldo         | Torvaldo e Dorliska       |
| Conte d'Almaviva | Il barbiere di Siviglia   |
| Don Ramiro       | La Cenerentola            |
| Giannetto        | La gazza ladra            |
| Adelberto        | Adelaide di Borgogna      |
| Osiride          | Mosè in Egitto            |
| Pirro            | Ermione                   |
| Paolo Erisso     | Maometto secondo          |

## Discografia
- Cimarosa: I tre amanti - Valeria Baiano/Ernesto Palacio/Martina Musacchio/Renzo Casellato/Alfonso Antoniozzi/Domenico Sanfilippo/La Camerata di Mosca/Lesley Anne Sammons, 2014 Bongiovanni
- Cimarosa: I due baroni di Rocca Azzurra - Martina Musacchio/Bruno Praticò/Valeria Baiano/Domenico Trimarchi/Ernesto Palacio/Domenico Sanfilippo/Prague State Opera Orchestra/Brenda Hurley, 2014 Bongiovanni
- Handel, G.F.: Rinaldo - Natale De Carolis/Carlo Colombara/Marilyn Horne/Christine Weidinger/John Fisher/Ernesto Palacio/Teatro La Fenice Orchestra/Fabio Tartari/Cecilia Gasdia/Caterina Calvi/Cosetta Tosetti, 2008 Nuova Era
- Rossini, Maometto II - Scimone/Anderson/Ramey/Palacio, 1983 Decca
- Rossini, Mosè in Egitto - Scimone/Anderson/Raimondi, 1981 Decca
- Schubert: Romantische Chöre - Coro del Teatro alla Scala/Romano Gandolfi/Lucia Popp, 1981 NUOVA FONIT CETRA